# Gilles-Marie Oppenord
Gilles Marie Oppenord(t), född 1672, död 1742, var en fransk arkitekt och dekoratör.

## Biografi
Oppenord studerade i Italien 1692-1699, och trädde därefter i tjänst hos Filip II av Orléans och efter dennes övertagande av regeringen under Ludvig XV:s minderårighet blev han 1715 direktör för de kungliga manufaktorierna.
Han var sedan verksam i Paris, där han blev en av sin tids mest inflytelserika konstnärer. Han fortsatte bygget av kyrkan Saint Sulpice, vars fasad senare tillfogades av Servandoni, och inredde Palais royal. Som dekoratör var han en av rokokostilens skapare.
Hans inredningsarbeten, av vilka ett stort antal utgavs i kopparstick, tar upp den italienska senbarockens former, översatta i fransk smak, dristigt och fyndigt, likväl med måtta och med fasthållande vid geometrisk stomme i rumutsirningen, låt vara att det ornamentala överröstar det arkitektoniska och att de bärande leden är i första rummet prydande.
Av Oppenords möbler och rumsinredningar finns omkring 2.000 upptagna tre mönsterböcker, vanligen kallade Petit, Moyen och Grand Oppenort (1744-1748). Oppenord finns representerad vid bland annat Nationalmuseum.